# Разведывательные корабли проекта 18280
Средние разведывательные корабли (суда связи) проекта 18280 типа «Юрий Иванов» — серия российских средних разведывательных кораблей 2-го ранга ближней, дальней морской и океанской зоны, разработки ПАО ЦКБ «А́йсберг» строящихся на заводе ПАО «Северная верфь» для ВМФ России.
В задачи проекта входит обеспечение связи и управления флотом, ведение радиоразведки и радиоэлектронной борьбы, слежение за компонентами американской системы ПРО и ЗРК.

## История строительства
Головной корабль СРЗК «Юрий Иванов», названный в честь вице-адмирала ВМФ СССР, Начальника Разведывательного Управления Главного штаба ВМФ СССР Иванова Юрия Васильевича, заложен на судостроительном заводе «Северная верфь» 27 декабря 2004 года под заводским номером 787. В 2012 году АО «Коломенский завод» и компания АО «Армалит» допустили срыв поставок двигателей и трубопроводной аппаратуры, из-за чего корабль не спустили на воду в срок. Корабль должен был войти в состав Северного флота. Спущен на воду 30 сентября 2013 года. 27 ноября 2014 года начались ходовые испытания. Акт приёма-передачи ВМФ России был подписан 29 декабря 2014 года. Подъём Андреевского флага был запланирован на 6 февраля 2015 года, в день 95-летия Иванова Юрия Васильевича, однако был в очередной раз перенесён, и произошёл лишь 26 июля 2015 года. Окончательная сдача корабля СФ произошла лишь 16 ноября 2015 года, порт приписки г. Североморск.
Закладка второго корабля, названного в честь следующего Начальника Разведывательного Управления Главного штаба ВМФ СССР вице-адмирала Хурса Ивана Кузьмича, прошла 15 ноября 2013 года. Спуск на воду состоялся 16 мая 2017 года. 25 июня 2018 года состоялась церемония подъёма Военно-Морского флага и «Иван Хурс» официально вошёл в состав ЧФ, порт приписки г. Севастополь.
Всего планируется построить как минимум 4 таких корабля, вслед за Северным флотом и Черноморским флотом их получат Тихоокеанский и Балтийский флоты России.

## Основные характеристики
- Водоизмещение стандартное — 2500 т
- Водоизмещение полное — 4000 т
- Длина — 95,0 м
- Ширина — 16,0 м
- Осадка — 4,0 м
- Скорость полная — 20 узлов
- Скорость экономическая — 16 узлов
- Дальность плавания — 8000 миль (на 16 узлах)
- Автономность — 45 суток
- Экипаж — 131 человек
- Силовая установка — 2 двухвальных дизель-редукторных агрегатов 5ДРА с суммарной мощностью около 5500 л. с.

### Вооружение
Корабль вооружён четырьмя 14,5-мм морскими тумбовыми пулемётными установками МТПУ «Жало» и ПЗРК типа «Игла», «Верба».

### Радиотехническое вооружение
- Аппаратура связи;
- Комплексы радиотехнической разведки;
- Аппаратно-программный комплекс технических средств;
- «Подзаголовок-23» — базовая система обеспечения электронной совместимости (ЭМС) радиолокационных обнаружительных и навигационных станций, систем управления зенитными артиллерийскими и ракетными комплексами, систем взаимного обмена информации;
- МР-231-3 — навигационная РЛС;
- «Мостик-18280» — интегрированная мостиковая система;
- «Гамма-01Ф-18280» — пожарно-охранная система технических средств пожаротушения разработки и производства НПО «Пожарная автоматика сервис»;
- «Экран-ЦМ» — корабельная система телевизионного вещания.

### Главная энергетическая установка
ГЭУ разработана на АО «Коломенский завод» (входит в состав «Трансмашхолдинга») и включает в себя 2 двухвальных дизель-редукторных агрегатов 5ДРА на базе 2-х V-8-цилиндровых дизелей 11Д42 30/38 мощностью 2516 л. с.(1850 кВт) и двух редукторов РП6000 производства ПАО «Звезда». Применение современной локальной электронной цифровой системой управления «Пурга-11» НПО «Аврора» и винтов регулируемого шага обеспечивает плавный набор мощностей от частичных до номинальных режимов. На корабле так же есть два электродвигателя малого хода (ЭДМХ) АДВГ-100 производства «Силовые машины» (филиал «Электросила»).

## Представители проекта
| Название      | б/н | Верфь          | Зав. № | Дата закладки | Спуск на воду | Ввод в строй | Флот | Состояние                |
| ------------- | --- | -------------- | ------ | ------------- | ------------- | ------------ | ---- | ------------------------ |
| «Юрий Иванов» |     | Северная верфь | 787    | 27.12.2004    | 30.09.2013    | 26.07.2015   | СФ   | В строю                  |
| «Иван Хурс»   |     | Северная верфь | 788    | 14.11.2013    | 16.05.2017    | 25.06.2018   | ЧФ   | В строю                  |
|               |     | Северная верфь | 789    | 2025          | 2030          | 12.2031      | ТОФ  | Планируется к постройке. |
|               |     | Северная верфь | 790    | 2026          | 2031          | 12.2032      | БФ   | Планируется к постройке  |